# Бангладешско-йеменские отношения
Бангладешско-йеменские отношения — двусторонние дипломатические отношения между Бангладеш и Йеменом.

## История
15 июня 1971 года Народная Демократическая Республика Йемен (Южный Йемен) признала независимость Бангладеш. Народная Демократическая Республика Йемен стала первым арабским государством, признавшим Бангладеш (другие арабские государства поддерживали Пакистан в войне 1971 года). Китайская Народная Республика негативно отреагировала на признание Южным Йеменом независимости Бангладеш, что привело к серьёзному охлаждению отношений между этими странами. Южный Йемен также поддержал заявку Бангладеш на вступление во Всемирную организацию здравоохранения.
В 1973 году Йеменская Арабская Республика (Северный Йемен) установила дипломатические отношения с Бангладеш. В 1973 году президент Бангладеш Муджибур Рахман поддержал арабские государства в их войне с Израилем, что стало главной причиной для установления дипломатических отношений с Северным Йеменом.
В 1975 году в Бангладеш произошёл военный переворот и Северный Йемен был одним из первых государств, признавших правительство Хундакара Муштака Ахмеда. В июле 1987 года президент Бангладеш Хусейн Мухаммад Эршад стал первым бангладешским лидером, посетившим c официальным визитом Северный Йемен. В ходе этого визита было подписано два соглашения о двустороннем сотрудничестве между государствами с целью развить торговые отношения.

## Сотрудничество в области образования
Сектор образования представляет взаимных интерес обеих стран для расширения двустороннего сотрудничества. Правительства Бангладеш и Йемена заявляли о необходимости внедрения программ обмена студентами, особенно в области инженерных и информационных технологий.

## Экономическое сотрудничество
В 1990-е годы экономические связи между Бангладеш и Йеменом ширились с ростом торговли и трудовой миграции. Бангладеш и Йемен выражали взаимную заинтересованность в расширении двусторонней торговли и инвестиций между странами. Бангладеш экспортировал в Йемен: фармацевтические препараты, керамику, меламин, джут и ткань, изделия из кожи. Эти товары пользовались огромным спросом на рынке Йемена. В 2013 году премьер-министр Йемена Абд-Раббу Мансур Хади выразил интерес к приобретению нескольких бангладешских патрульных кораблей для береговой охраны Йемена.